# Морам да се променим
Морам да се променим је дебитантски студијски албум српског фолк певача Слободана Васића, издат 26. јануара 2013. године за Гранд продакшн. На албуму се налази 15 песама, а музику за многе од песама компоновао је сам извођач. На албуму су радили и Љубо Кешељ, Оркестар Александра Софронијевића, Славко Стефановић, Пеђа Јовановић и Ненад Јовановић, као и Филип Милетић и Милош Рогановић. Песма Другарство најбоље је дует са Дарком Лазићем. Пратеће вокале певала је Мирјана Алексић, а продуцнт је Аца Крсмановић.

## Списак песама
| №   | Назив                        | Текст                          | Музика                         | Трајање |  |
| 1.  | Морам да се променим         | Данило Пековић                 | Слободан Васић                 | 2:46    |  |
| 2.  | Где је мала заспала          | Данило Пековић                 | Слободан Васић                 | 3:01    |  |
| 3.  | Нисам ја за тебе             | Данило Пековић                 | Слободан Васић                 | 2:57    |  |
| 4.  | Ти си лоша                   | Слободан Васић                 | Слободан Васић                 | 3:47    |  |
| 5.  | Још једна грешна ноћ         | Слободан Васић                 | Слободан Васић                 | 2:57    |  |
| 6.  | Љубав се рађа из ината       | Данило Пековић                 | Слободан Васић                 | 3:30    |  |
| 7.  | Анонимна                     | Филип Милетић, Милош Рогановић | Филип Милетић, Милош Рогановић | 3:19    |  |
| 8.  | Тешко ме је имати            | Биљана Спасић                  | Стефан Божовић                 | 3:19    |  |
| 9.  | Моја бивша драга             | Ненад Близанац                 | Ненад Близанац                 | 3:17    |  |
| 10. | Емотивац                     | Филип Милетић                  | Милош Рогановић                | 3:24    |  |
| 11. | Армија другара               | Филип Милетић, Милош Рогановић | Филип Милетић, Милош Рогановић | 4:10    |  |
| 12. | Не мораш ми све у очи рећи   | Влада и Чарли 013              | Славко Стефановић (музичар)    | 3:25    |  |
| 13. | Другарство најбоље           | Слободан Васић                 | Слободан Васић                 | 3:00    |  |
| 14. | Воли ме данас више него јуче | Ђуро Бољановић                 | Љубо Кешељ                     | 5:28    |  |
| 15. | Плава жена, топла зима       | Мијат Божовић                  | Мијат Божовић                  | 4:45    |  |